# سدیم دی اتیل دی تیوکربامات
سدیم دی اتیل دی تیوکربامات (به انگلیسی: Sodium diethyldithiocarbamate) با فرمول شیمیایی C5H10NS2Na یک ترکیب شیمیایی با شناسه پاب‌کم 3806 است. که جرم مولی آن ۱۷۱٫۲۵۹ گرم بر مول می‌باشد. 